# Nikolaj Kuzovlev
Nikolaj Kuzovlev (rusky: Николай Кузовлев; * 18. ledna 1983 Ťumeň) je ruský horolezec a reprezentant v ledolezení, mistr světa v kombinaci a obtížnosti, vítěz světového poháru v ledolezení na rychlost i obtížnost a mistr Evropy v ledolezení na obtížnost.

## Výkony a ocenění
- 2018 mistr světa a Evropy
- 2014-2019 čtyři vítězství v celkovém pořadí světového poháru
- 2019 mistr světa
- 2020 dvě medaile v celkovém pořadí světového poháru
- 2021 vicemistr Evropy
- 2022 mistr Evropy

### Závodní výsledky
| Mistrovství světa | Mistrovství světa | Mistrovství světa | Mistrovství světa | Mistrovství světa | Mistrovství světa |
| Rok               | 2015              | 2017              | 2018              | 2019              | 2022              |
| ----------------- | ----------------- | ----------------- | ----------------- | ----------------- | ----------------- |
| Obtížnost         | 10-11             | 3                 | (1)               | 1                 | 4                 |
| Rychlost          | 5                 | 6                 | (2)               | 4                 | —                 |
| Kombinace         | nezávodilo se     | nezávodilo se     | 1                 | nezávodilo se     |                   |

| Světový pohár       | Světový pohár | Světový pohár | Světový pohár | Světový pohár | Světový pohár   | Světový pohár | Světový pohár | Světový pohár | Světový pohár | Světový pohár |
| Rok                 | 2011          | 2012          | 2013          | 2014          | 2015            | 2016          | 2017          | 2018          | 2019          | 2020          |
| ------------------- | ------------- | ------------- | ------------- | ------------- | --------------- | ------------- | ------------- | ------------- | ------------- | ------------- |
| Obtížnost           | 22-24         | 6             | 4             | 4             | 5               | 6             | 2             | 4             | 1             | 2             |
| jednotlivě* (7/6/6) | -,-, -,8      | -,6,7, · ,8   | 5,4,5 · ,     | 9,4, · ,,4    | 6,6,7, · 10,18, | -,5, 4,6      | , · 11,4,     | 16,4, · ,7,   | , · ,         | 9,,           |
|                     |               |               |               |               |                 |               |               |               |               |               |
| Rychlost            | 29-30         | —             | 10            | 1             | 1               | 6             | 8             | 1             | 2             | 3             |
| jednotlivě* (8/3/4) | -,-, -,14     | —             | -,7, 19,4,5   | , · 7,        | , · 5,5,5       | -,8, · ,8     | 4,5, 6,-      | ,8, · 4,,5    | ,5,, · ,4,    | ,,4           |

* poznámka: napravo jsou poslední závody v roce
| Mistrovství Evropy | Mistrovství Evropy | Mistrovství Evropy | Mistrovství Evropy | Mistrovství Evropy | Mistrovství Evropy | Mistrovství Evropy |
| Rok                | 2014               | 2016               | 2018               | 2020               | 2021               | 2022               |
| ------------------ | ------------------ | ------------------ | ------------------ | ------------------ | ------------------ | ------------------ |
| Obtížnost          | 3                  | 5                  | 1                  | 2                  | 2                  | 1-2                |
| Rychlost           | 3                  | 7                  | 5                  | 4                  | 6                  | 5                  |